# Hotel Straubinger

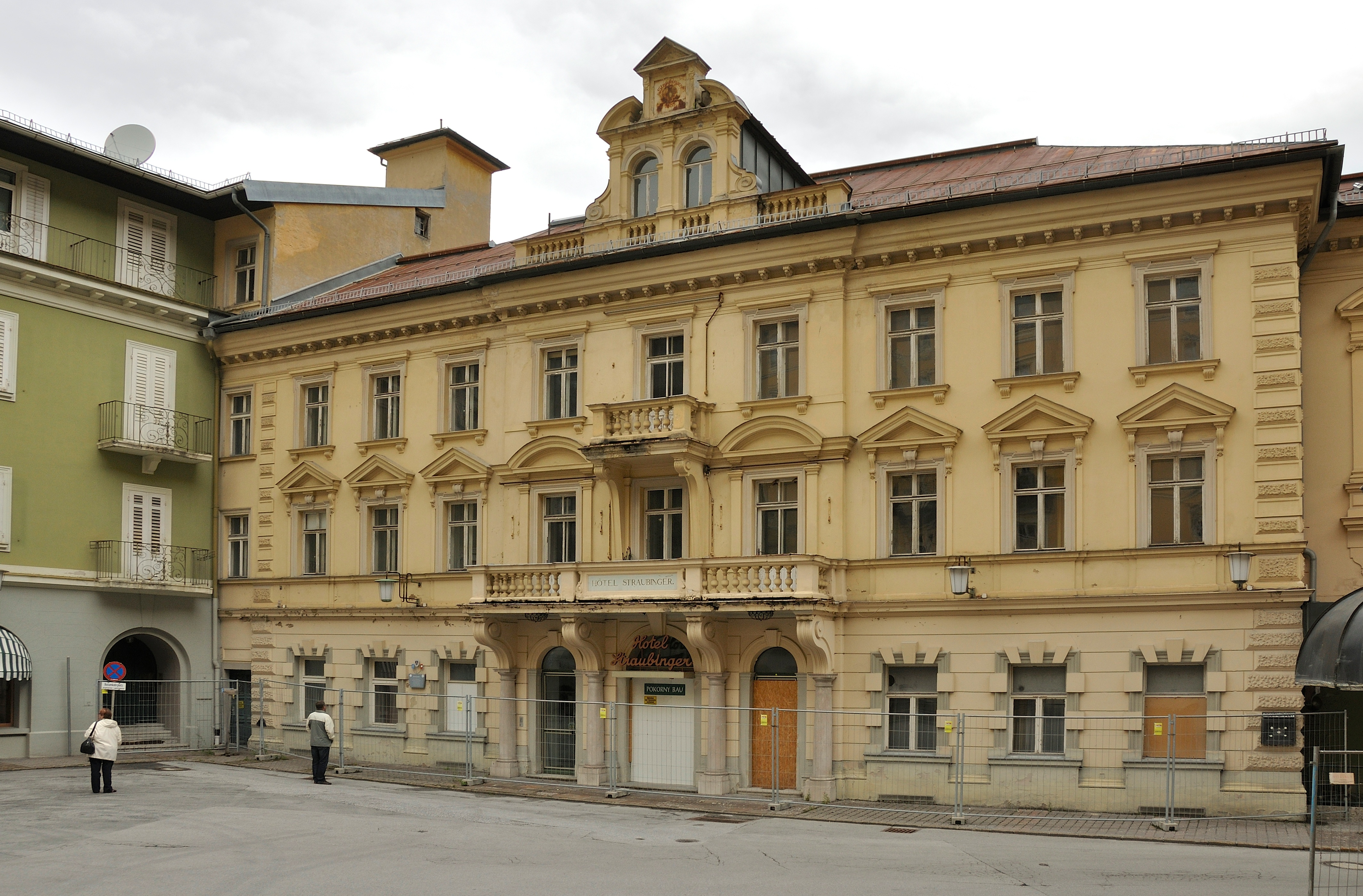
Das Neue Hotel Straubinger (2012)

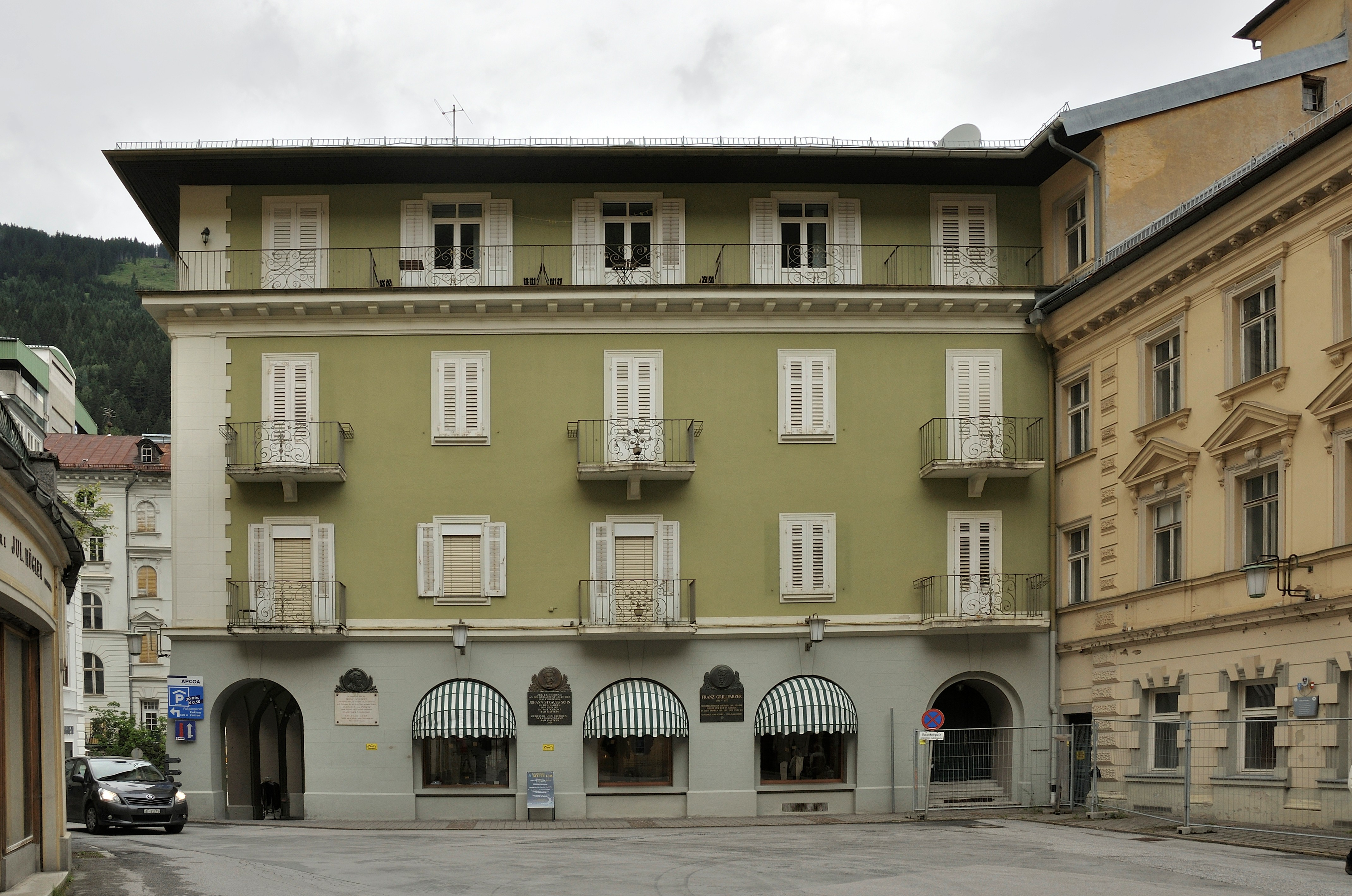
Das Alte Hotel Straubinger (2012)

Das Hotel Straubinger im Kurort Bad Gastein im Land Salzburg wurde im 19. Jahrhundert errichtet und steht unter Denkmalschutz (Listeneintrag).
Der Name Straubinger ist eng mit der Entwicklung des Ortes vom ehemaligen Wildbad zum kaiserlichen Kurort des 19. Jahrhunderts verbunden.

## Lage
Das Gebäude liegt östlich des Gasteiner Wasserfalls im Ortszentrum von Bad Gastein.

## Geschichte

### Vorgeschichte
Im Jahr 1422 wird Thomas Ortner als Wirt „bey dem oberen Pad“ genannt, demzufolge gab es damals also schon mindestens zwei Bäder in Wildgastein. 1471 ist erstmals die Bezeichnung „Mitteregg“ (Mittereck) für diese Örtlichkeit greifbar.
Der Name Straubinger wiederum ist 1461 erstmals nachweisbar. Im 16. Jahrhundert war ein Benedikt Straubinger in Rauris im Gams-Revier der Weitmoser als Jäger beschäftigt und ließ sich später in der Ortschaft Lafen als Büchsenmacher nieder. Die Familie Straubinger muss bald in die führenden Kreise des Gasteinertales aufgestiegen sein, denn in Testamenten des Benedikt Straubinger von 1596 und 1603 finden sich fast alle Gewerken als Zeugen, die 1591 beim Besuch des Salzburger Erzbischofs Wolf Dietrich von Raitenau in Erscheinung getreten waren.
Benedikts Sohn Veit Straubinger heiratete um 1600 die Witwe des Mittereck-Wirtes Jörg Arlschwaiger und führte die Tafernwirtschaft samt des „warmen ursprungs“ (der Thermalquelle), die er um 300 Gulden erwarb, weiter.

### Straubingerhütte
Der erste Holzbau des oberen Bades am Gasteiner Wasserfall dürfte beim Hochwasser 1493 schwer in Mitleidenschaft gezogen worden sein und wurde deshalb bis 1509 wieder aufgebaut, worauf mehrere Inschriften im Gebäude hinwiesen. Mit Veit Straubinger, in dessen Besitz das Bad am Mittereck um 1600 gelangte, beginnt die Stammreihe der Straubinger, die heute noch im Besitz des Hauses ist und zu einer der ältesten Hoteliersfamilien Europas zählt. Veit erwarb 1608 die Rudolfsquelle.
Erzbischof Paris von Lodron war mit der Unterbringung im einfachen Landhaus nicht zufrieden und ließ daher nach 1621 sieben Zimmer auf eigene Kosten neu einrichten. Als der Erzbischof für seine Investitionen Pacht verlangen wollte, erhob Veit Straubinger dagegen Einspruch und argumentierte, dass die 7 neuen Zimmer für ihn eher schädlich als nützlich seien. Denn seine vorhandenen alten Stuben stünden meist leer, weil die vornehmen Gäste nur in den neuen Zimmern zu wohnen wünschten. Erzbischof Lodron lenkte ein, beanstandete aber die Gemeinschaftsbäder von Frauen und Männern und beauftragte seinen Pfleger Christoph Mohr zu Sunegg, diese Praxis abzustellen, für eine bessere Reinigung der Bäder zu sorgen und bessere Weine zu beschaffen. Veit Straubinger litt unter den wirtschaftlichen Folgen des Dreißigjährigen Krieges und musste 1643 eine seiner Liegenschaften, das Krückelbad, verkaufen. Veit starb 1644 und wurde am Friedhof der Nikolauskirche begraben, wo ihm sein Sohn Melchior ein schönes Holzepitaph widmete.
Die 1509 erbaute Straubingerhütte beherbergte Kaiser, Könige und fast alle Salzburger Erzbischöfe von Leonhard von Keutschach bis Hieronymus von Colloredo. Sie verkörperte durch Jahrhunderte das idyllische Wildbad Gastein.
Die Wohnungen in der Straubingerhütte waren nicht nummeriert, sondern waren mit Namen versehen, wie etwa Herrenstube, Unterkamin, Spiegelsaal, Milchkammerl, Fürstenkammerl, Fürstenstube (auch Conversationssaal genannt), Mutterstube, Kamin, Oberkamin, Glockenkammer, Glockenstube, Hafenkammer, Silberkammer, Wappenstube, Wappenkammerl, Noahstube, Zinnkammerl und Bodenstüberl. Nur zwei beim Bad befindliche Stuben trugen keinen Namen. Außerdem waren eine kleine Hauskapelle, eine geräumige Küche und fünf Bäder angebaut.
Im Jahr 1819 erbte Peter Straubinger die Liegenschaft gemeinsam mit seinen Geschwistern Josef und Anna. Als gut verdienender Postmeister in Lend wollte er das Gasteiner Stammhaus verkaufen, wovon ihn der damalige Vikar Weber allerdings abbringen konnte. Der tatkräftige Peter Straubinger übernahm 1821 den gesamten Besitz der Mitteregg-Taferne.
In den 1830er-Jahren entschloss sich Peter Straubinger zu einem großen, steinernen Neubau an Stelle der alten Holzhütte. Die 1838 eingereichten Abbruchpläne erregten Widerstand, doch gebot die Erneuerung der Gasteiner Infrastruktur wie der Wasserfallbrücke und der Wandelbahn diesen Schritt.
Nachdem die Straubingerhütte 330 Jahre lang in Betrieb gewesen war, wurde sie im Herbst 1839 abgerissen.

### Altes Hotel Straubinger
An Stelle der direkt am Wasserfall gelegenen Fleischerei und der Stallungen hatte Peter Straubinger bereits 1826 ein modernes Steinhaus mit 25 Zimmern und drei Bädern errichten lassen.
1893 wurde das Gebäude aufgestockt, und es erhielt eine neue Fassade.

### Neues Hotel Straubinger
Das neue Hotel Straubinger wurde am Standort der abgerissenen Straubingerhütte in den Jahren 1840–1843 vom k. und k. Kreisingenieur Leopold Gehmacher mit 73 Zimmern und 20 Einzelbädern errichtet.
Zur gleichen Zeit wurden die neue Brücke über den Wasserfall und die neue, 70 Klafter lange Wandelbahn für die Kurgäste gebaut.
1845 war der 15-jährige, spätere Kaiser Franz Joseph I. erstmals im neuen Hotel einquartiert.
Peter Straubinger eröffnete 1849 einen Lesesalon und kaufte das Schwaigerhaus. Als 1859 der Mühlgraben zugeschüttet wurde, nutzte er die neu geschaffenen Flächen zur Erweiterung des Straubingerplatzes und zum Bau eines Waschhauses, das später dem Postamtsgebäude weichen musste.
Das Hotel Straubinger erlangte 1865 Weltruf, als hier die Gasteiner Konvention verhandelt und unterzeichnet wurde.
Im Jahr 1880 wurde ein neuer Speisesaal samt Fremdenzimmertrakt nach Plänen von Josef Wessicken angebaut.
1893 wurde die Fassade neu gestaltet. 
Mit dem Untergang des Kaiserreichs im Ersten Weltkrieg und dem Tod des langjährigen Gasteiner Bürgermeisters und Hotelbesitzers Carl Straubinger im Jahr 1924 war die Glanzzeit des Hotels vorbei.
Im Zweiten Weltkrieg diente der Straubinger-Komplex als Lazarett. Ab August 1945 wurde seitens der US-Militärbehörden ein Durchgangslager für jüdische „displaced persons“ hier eingerichtet.
Fritz Straubinger renovierte das jahrelang abgenutzte Hotel und begrüßte am 1. Juni 1948 die ersten Nachkriegsgäste in seinem Haus.
1980 verkaufte die Familie Straubinger ihr Stammhaus. Das Gebäude diente noch als Kurhotel für öffentlich Bedienstete, wurde im Juli 1999 aber geschlossen. Die Bundesimmobiliengesellschaft verkaufte die Gebäudegruppe am Straubingerplatz samt Badeschloss und Postamt an private Investoren. Der neue Eigentümer Franz Duval gab die Immobilie dem Verfall preis.
Im Herbst 2017 konnte das Land Salzburg die Liegenschaft erwerben, um sie dann an die Hirmer-Gruppe weiter zu verkaufen. Nach einer Sanierung des Gebäudes wurde das Hotel am 1. September 2023 als Straubinger Grand Hotel Bad Gastein wiedereröffnet.

## Beschreibung

### Altes Hotel Straubinger
Das „alte Straubingerhaus am Wasserfall“ zeigt zum Straubingerplatz hin vier Geschoße und fünf Fensterachsen.
An der Fassade sind Gedenktafeln für Franz Schubert, Johann Strauss Sohn und Franz Grillparzer angebracht.

### Neues Hotel Straubinger
Das Neue Hotel Straubinger besitzt an der Fassade, die zum Straubingerplatz zeigt, drei Geschoße und neun Fensterachsen.

## Umgebung
- Das Hotel Badeschloss befindet sich auf der südlichen Seite des Straubingerplatzes. Es wurde in den 1790er-Jahren als erstes Steingebäude Gasteins errichtet.
- Das heute denkmalgeschützte Kurhotel Austria ließ die Familie Straubinger auf der gegenüberliegenden des Wasserfalls erbauen, um noch mehr Platz für ihre Gäste zu schaffen. Es wurde vom Architekten Josef Wessicken geplant und 1898 durch den Baumeister Angelo Comini errichtet.

## Berühmte Gäste
Im 19. Jahrhundert war für die Habsburger das Straubinger die erste Adresse im Gasteinertal. So waren noch in den 1840er-Jahren Erzherzog Franz Karl mit seiner Gat tin Sophie Friederike von Bayern sowie deren Sohn, der spätere Kaiser Franz Joseph I., zu Gast.
1879 wohnte der österreichische Außenminister Graf Andrássy zur Aushandlung des Zweibunds im Hotel Straubinger. Der italienische Ministerpräsident Francesco Crispi hielt sich hier zur Vorbereitung des 1882 unterzeichneten Dreibunds auf.
Im 20. Jahrhundert logierten hier zum Beispiel Douglas Fairbanks junior und das Dreigestirn Tyrone Power, Charles Laughton und Billy Wilder, die sich 1957 nach der Arbeit am Gerichts-Krimi Zeugin der Anklage in Gastein erholten.

## Varia
- Ein Spottgedicht, das Mitte des 16. Jahrhunderts vermutlich von Wolf Prem verfasst wurde, beschwert sich über die Gasteiner Gasthäuser und besonders über die Wirtin am Mittereck, dass diese geldgierig sei.[9]
- 1665 bemängelte der Kremsmünsterer Abt Placidus Buechauer die ungenügende Unterkunft und Verpflegung in der alten Straubingerhütte.
- Nach dem Tod von Kaiser Wilhelm I., der 20 Mal in Gastein einquartiert war, ließ Carl Straubinger 1888 einen Kranz aus 3000 Edelweiß-Blumen an dessen Bahre niederlegen.